# Валіханов Чокан Чингізович
Чока́н (Шока́н) Чингі́зович Валіха́нов  (каз. Шоқан Шыңғысұлы Уәлихан, рос. Чокан Чингисович Валиханов, справжнє ім’я Мухамед-Ханафія каз. Мұхаммед Қанафия, Чокан/Шокан каз. Шоқан — ім’я, данне матір’ю; *листопад 1835, урочище Кушмурун, тепер у Семиозерному р-ні Костанайської обл., Казахстан — †квітень або жовтень 1865, урочище Алтинемаль, тепер у Алматинській обл., Казахстан) — казахський вчений, просвітитель, історик, письменник, етнограф і фольклорист.

## Біографія
Ч. Ч. Валіханов народився в урочищі Кушмурун (каз. Құсмұрын), тепер у Семиозерному районі Костанайської обл. Казахстану в листопаді 1835 року, походить з роду Чингізидів.
Закінчив Омський кадетський корпус (1835), служив у Західно-Сибірському губернаторстві.
У 1854 році познайомився з Ф. М. Достоєвським, з яким підтримуватиме теплі стосунки все життя.
В 1855 Ч.Валіханов здійснив першу етнографічну поїздку до Казахстанського Семиріччя. У наступному, 1856 році, знову виїздить до Семиріччя, на Іссик-Куль і до Кульджі. Протягом цієї мандрівки знайомиться з П. П. Тянь-Шанським. Відзначений за показову службу присвоєнням звання поручик.
Обраний дійсним членом Російського географічного товариства (1857). Потому у відрядженні в Семиріччі і на Іссик-кулі для підготовки експедиції до Кашгару, яку здійснив протягом червня 1857 — квітня 1858 років.
В 1860—61 рр. жив у Петербурзі.
У 1861 р. повернувся на батьківщину, де 1862 року його було обрано на посаду старшого султана Атбасарської округи, однак не було затверджено генерал-губернатором.

Титул першого видання творів Валіханова, 1904

У наступні роки життя збирав відомості щодо думок в регіоні про судову реформу в Російській імперії (1864), брав участь в експедиції М. Г. Черняєва (березень-червень 1864 року).
Помер у жовтні 1865 року в урочищі Алтинемаль (каз. Алтынемел) (тепер у Алматинській обл., Казахстан) від сухот.

## Наукова і творча діяльність
Погляди Ч.Валіханова формувалися під впливом російських революційних демократів.
Чокан Валіханов — автор досліджень з історії та культури Середньої Азії, Казахстану й Західного Китаю: «Нариси Джунгарії» (1861), «Аблай» (1861), «Записки про судову реформу…» (вид. 1904) та ін.
Ч. Ч. Валіханов першим зробив літературний запис киргизького народного епосу «Манас».
Вчений обстоював ідеї просвітництва казахського народу, боровся за доступність світської освіти для казахів — ці його переконання отримали подальший розвиток у діяльності Алтинсаріна, Абая Кунанбаєва та інших казахських просвітителів.
Перше зібрання творів Ч. Ч. Валіханова було видане вже після його смерті, у Петербурзі 1904 року.